# JBM Logic
Pour les articles homonymes, voir JBM.
JBM Logic inc. est une entreprise canadienne fondée en 1987 et qui est spécialisée en développement et support informatique. Elle offre un progiciel de gestion intégré (PGI/ERP) qui utilise la base de données relationnelle d'Oracle Corporation. En bref, un progiciel de gestion intégré intègre les principales composantes fonctionnelles de l'entreprise (gestion de production, logistique, comptabilité, etc.) à l'intérieur d'un seul système unifié qui repose sur une base de données unique.
Le système développé par JBM Logic est appelé INTEGRA e-business. Ce progiciel de gestion intégré, destiné aux marchés canadien et américain, est adapté à deux secteurs d’activités.  D’abord, les manufacturiers qui produisent sur commande, avec la gestion de la fabrication par projet. Puis aux distributeurs, avec un module de gestion des inventaires, la gestion des codes à barres et un module de commerce électronique. La mission de JBM Logic est de fournir et développer une solution flexible de gestion d'entreprise.
À ce jour, INTEGRA e-business a été implanté dans plus de 50 sociétés à travers l'Amérique du Nord.

## Le président et fondateur
Depuis 1987, Jean-François Brodeur (président/fondateur) est à la barre de JBM Logic. 
Diplômé de l’Université McGill en gestion et traitement de données, Monsieur Brodeur a cumulé plus de 20 ans d’expertise à divers niveaux. Notamment avec les technologies Client/serveur et les systèmes N-tiers depuis plus de 15 ans. Il a également développé une expertise spécifique au niveau de la base de données relationnelle d'Oracle Corporation.

## Opérations
Depuis sa création, JBM Logic inc. est situé dans la région de Longueuil et elle présentement situé à Boucherville. Les opérations de l’entreprise s’étendent du Canada aux États-Unis. Au Canada, la majorité des clients sont situés au Québec, et aux États-Unis ils sont majoritairement situés en Californie.

## Produit

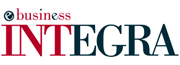

Depuis 25 ans que JBM Logic inc. développe le progiciel de gestion intégré INTEGRA e-business. La plus récente version du logiciel 5.60.10 permet de supporter la base de données Oracle 11g R2.
À partir d’un navigateur Internet, INTEGRA e-business est accessible en temps réel, de partout dans le monde et en plusieurs langues. Ainsi, les utilisateurs peuvent y accéder directement de l’entreprise ou même à distance.

### INTEGRA e-business et ses 5 modules
- Fabrication : Ce module permet la réduction des délais de production en procurant la bonne information sur l’inventaire et sur le suivi de la production. La visualisation de la cédule interagit comme un tableau de bord sur la capacité de production. Le module manufacturier d’INTEGRA e-business est alimenté par la collecte de données en temps réel. De l’assemblage léger à la fabrication sur commande, le module manufacturier supporte la charge manufacturière des entreprises. En utilisant les outils de simulation de production, les fonctions MRP jettent un regard sur les inventaires et déterminent si le niveau des inventaires de matières premières est suffisant pour cette production. En exécutant une réquisition de matériel en temps réel, INTEGRA e-business avise le département des achats au début du stade de production du matériel qui sera requis.

- Distribution (composé de trois modules) : 1- Contrôle d’inventaire : Ce module offre une gestion intégrée multi-entrepôts, multi-emplacements avec gestion des quantités minimum et maximum. Il gère le niveau des inventaires, les réceptions, les expéditions, les retours, et les ajustements. 2- Commande et facturation : Ce module offre une gestion de tous les types de commande de vente et de facturation de suivi. Il complémente également la logistique avec une gestion du processus de ramassage/emballage et d’expédition. 3- Approvisionnement et achat : Ce module permet de gérer le cycle d’achat, en assignant la commande d’achat à la réquisition, à la commande de vente, ou directement aux inventaires. Le forage est accessible de la commande d’achat jusqu’aux documents d’origines. Le module d'Achat d’INTEGRA e-business permet de maintenir un niveau adéquat d’inventaire.

- En plus des modules de fabrication et de distribution, INTEGRA e-business offre des modules de comptabilité, de gestion de la relation client (CRM) et de catalogue électronique.

## Services
JBM Logic inc. propose quatre services principaux :
- une analyse des besoins ;
- un développement personnalisé ;
- une supervision pendant l’implantation ;
- une formation pour les futurs utilisateurs.

## Certification et partenaires
- Partenaire Certifié Microsoft

- Certification d'Oracle Corporation

- Partenaire avec l'entreprise Starship